# Reparto de aguas del río Mijares

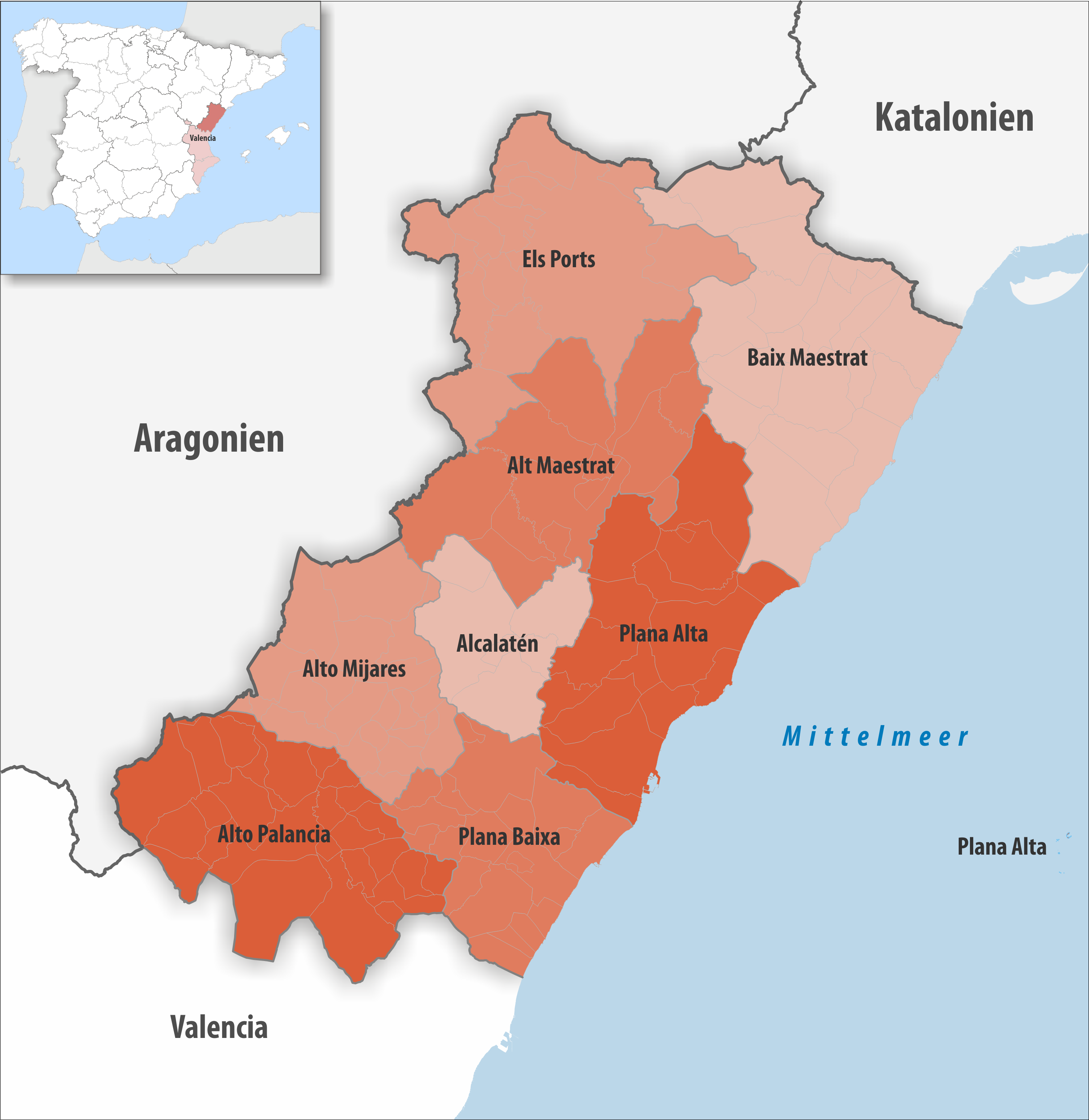
Plano comarcal de la provincia de Castellón. Las comarcas de la Plana Alta y la Plana Baja forman la comarca natural de la Plana, donde se encuentra la zona del Bajo Mijares.

El reparto de las aguas del río Mijares es el procedimiento que hace posible el regadío en la zona del Bajo Mijares de la comarca natural de la Plana, en la provincia española de Castellón, al este de la península Ibérica en la costa del mar Mediterráneo. El aprovechamiento del caudal de la única corriente de agua permanente de la zona desde tiempos posiblemente inmemoriales provocó el nacimiento y cecimiento de la mayor extensión de huerta de la comarca y el desarrollo de las localidades que dependen de este río.
Los términos municipales de Almazora, Burriana y Villarreal son ribereños del Mijares, constituyendo su tramo de desembocadura que efectivamente se produce en forma de delta, llamado popularmente les Goles, entre los dos primeros municipios. El resto de municipios disfruta de las aguas del río gracias a la red de acequias y canales que distribuye el líquido hasta las huertas de estas localidades. Castellón de la Plana lo hace al menos desde la época de dominación musulmana o la inmediatamente posterior a la conquista cristiana a través de la acequia Mayor que toma sus aguas del azud compartido con Almazora, disfrutando de los mismos derechos históricos que las poblaciones ribereñas; Nules se surte del Mijares a través del reparto de las aguas de la acequia Sobirana con la ciudad de Burriana desde el siglo XV pese a tener derecho a ellas desde el siglo XIII; mientras que Alquerías del Niño Perdido se segregó de Villarreal en 1985 y sus huertas siguen integradas en el sistema propio de su antiguo municipio. Siglos más tarde, en el XX, la construcción de los embalses de María Cristina y del Sichar, extendió el alcance de las aguas del Mijares a Borriol y Benicasim por la margen izquierda, y a Onda, Bechí y Villavieja por la derecha.

## Antecedentes
Existen vestigios que podrían indicar el aprovechamiento de las aguas del Mijares en época romana en las acequias del Diable y de les Argamases, y algunos autores han creído que el origen de algunos de los sistemas, como los de Burriana, Almazora o Castellón, eran de este momento histórico, ya que es conocido que los musulmanes encontraron varias acequias en funcionamiento cuando se establecieron en el lugar.
En cualquier caso, la época de mayor desarrollo del regadío al sur del Mijares fue durante la época andalusí cuando la medina de Burriana era el único centro urbano de la comarca, cuya red ya estaba consolidada en el siglo X transportando el líquido hacia las alquerías situadas en el Caminás. El norte del río presentaba un carácter rural con pequeñas poblaciones dispersas de las que se conoce que disponían de huertas con un sistema de regadío a su alrededor, como en Benirabe, pero se desconoce el origen de sus aguas pudiendo venir del Mijares a través de la acequia Mayor de Castellón o proceder de agua subterránea. Sí se sabe que la alquería de Fadrell, el principal asentamiento en esta orilla del río, estaba circundada de importantes campos de cultivo nutridos de agua procedente directamente del Mijares a través de la acequia de Almalafa. Por estos motivos se señala que Burriana era la propietaria casi absoluta del Mijares hasta el siglo XIII.
En 1233 Jaime I conquista Burriana dentro de su campaña hacia Valencia, poniendo toda la zona bajo control de la Corona de Aragón en los siguientes meses. En los primeros años tras este hecho comienza la repoblación cristiana de la comarca a través de donaciones en el Llibre del Repartiment y la concesión de cartas pueblas que dieron origen al desarrollo de Almazora, al traslado de la villa de Castellón al llano en 1251 y a la fundación de nueva planta de Villarreal en 1275, aumentando la presión demográfica en la Plana y provocando los primeros enfrentamientos por el agua del Mijares para regar unas huertas que habían expandido de forma muy rápida. De 1266 consta la primera disputa documentada entre Burriana con Almazora y Castellón por el reparto de aguas en tiempos de sequía, obteniendo la primera ciudad el 25 de abril de ese año licencia para derivar agua del azud compartido entre las otras dos poblaciones durante 6 días y 6 noches al mes. Las obras del sistema de acequias de Villarreal comenzaron en 1272, antes de la fundación de la localidad, por designio real con el objetivo de convertir al regadío las tierras altas de secano del municipio de Burriana. En 1273 el rey establece que Nules tome agua de esta acequia, pero los agricultores nulenses prefirieron hacerlo de una de las de Burriana iniciando una disputa que se pretendió resolver en 1336, pero que verdaderamente no se solucionaría hasta casi 3 siglos después.
Los Fueros de Valencia recogen que las aguas de los ríos y acequias del Reino son de dominio público, y por tanto su uso es gratuito si está asociado con la tierra siempre que se haga conforme a la tradición. La necesidad de controla el agua procedente del Mijares para el riego de las huertas ya viene documentada en la Carta Puebla de Benimahomet (Castellón de la Plana), en la que el señor feudal Nuño Sánchez se reservaba el derecho para nombrar acequiero, y que en 1283 es dado por la iglesia de San Vicente de la Roqueta de Valencia, quienes ejercían el señorío, a la villa de Castelló para que lo nombraran los vecinos, siendo esta la primera institución municipal. Ese mismo año Pedro III autoriza el nombramiento de sobresequiers según los fueros. Del 30 de abril de 1307 son las primeras ordenanzas conocidas que regulan el riego por tandas entre las partidas rurales del norte y del sur del término de Castellón. En 1318 Jaime II proclama que los funcionarios encargados de regular el riego son independientes y no deben ser sometidos a la jurisdicción de los gobernadores de las villas. En el siglo XIV en Burriana se instaura el Tribunal de la Taula que, de forma similar al Tribunal de las Aguas de la Vega de Valencia, se encargó de dirimir las disputas sobre el reparto de las aguas del municipio hasta 1907.
Las disputas sobre el reparto de las aguas fueron continuas en este periodo. Los conflictos más violentos se daban entre las poblaciones de Villarreal y Burriana, vecinas y una fundada en territorio de la otra. Los conflictos entre Castellón y Almazora fueron comunes al compartir un tramo de la acequia Mayor, que según los castellonenses los almazorinos se encargaban de ensuciar o robar el líquido, que se intentó solucionar con las concordias de 1275, 1290, 1297, 1338, 1344 y 1355. En 1341 Burriana, el último municipio en tomar sus aguas del cauce del río, eleva una queja al rey Pedro IV demandando un reparto justo del caudal del Mijares.

## Sentencia arbitral de 1347

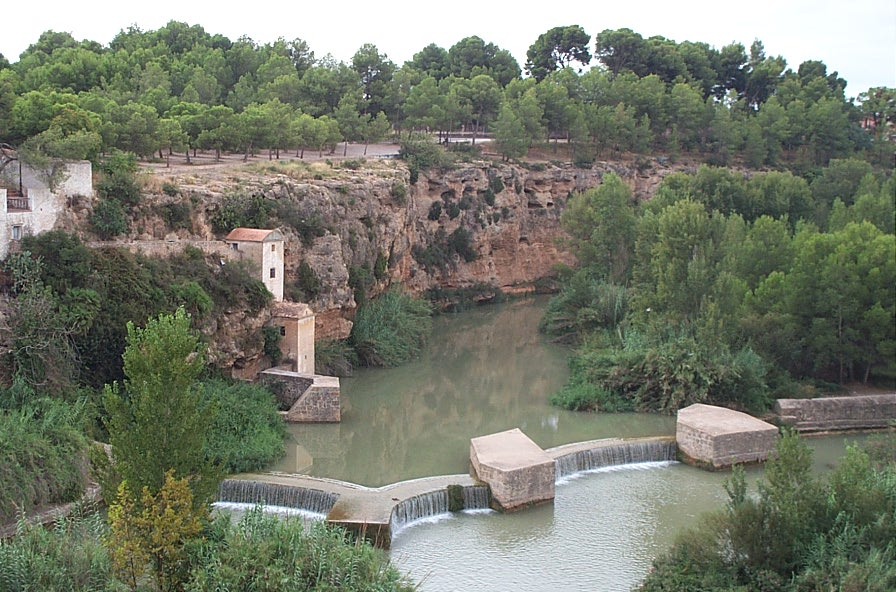
Azud de Villarreal

Años después, en 1347, Burriana vuelve a poner una reclamación, y en ese momento las villas enfrentadas deciden ponerle solución definitiva al conflicto. Para ello cada una de las villas enfrentadas nombra a dos representantes, por Castellón Guillermo Berenguer y Arnaldo de Torrafrer, por Villarreal Miguel Galí y Guillermo Safont y por Almazora Bartolomé de Tapiols y Juan Matet que reunidos en Valencia el 28 de febrero de ese año, Burriana representada por Lorenzo de Monzó y Juan de Vallporcar lo hizo un día antes, acuerdan nombrar al tío del monarca, el infante Pedro de Aragón y Anjou, conde de Ribagorza y de las Montañas de Prades, árbitro para dirimir la disputa. Oídas las razones de todas las partes, finalmente el 20 de marzo de 1347 el infante, acompañado como asesores y testigos de Jaime de Pertusa, Jaime Pallarés, Gilaberto de Centelles y de Juan de la Raga; presenta el documento redactado en forma de sentencia arbitral en la que destaca que dicha sentencia jamás podrá ser anulada ni derogada, tal y como se habían comprometido los representantes de cada población a respetar y cumplir su veredicto bajo pena de 1000 marcos.
La sentencia arbitral dicta que el reparto de aguas del Mijares entre las 4 villas implicadas debe efectuarse de la siguiente manera:
- En tiempos de carestía, el agua se debería dividir en 60 filas iguales en el azud de Villarreal —por estar aguas arriba—, distribuyéndose de forma que Almazora recibe 12,5; Burriana 19; Castellón, 14,5: y Villarreal, 14 filas.
- En caso de agravamiento de la sequía en que no hubiese suficiente caudal para ser dividida en las filas iguales dichas, se repartiría toda el agua en 60 filas iguales, manteniendo la proporción anterior, con arreglo a la disponibilidad del momento. Cualquier reparto que se efectuase deberá mantener siempre la misma proporción.
- En el supuesto de que el volumen de agua se redujese tanto que no diese ni para alcanzar el nivel de una parte en Almazora, toda el agua se habría de derivar a una sola acequia según las siguientes turnos horarios: a Villarreal durante 28 horas seguidas; a Castellón durante 29; a Almazora durante 25 y a Burriana durante 38 horas, repitiéndose el ciclo el tiempo necesario hasta que el río recuperase su caudal habitual.
- Si fuese necesario, cualquier municipio podría solicitar una nueva partición de aguas reuniendo a los representantes de las 4 poblaciones alterando el orden del reparto pero no la proporción señalada en la sentencia.

Esta sentencia, que tuvo que ser aprobada posteriormente por el consejo de cada uno de los 4 municipios implicados, fue muy bien recibida por todas las partes, y gracias a su uso continuado pudo sobrevivir a la abolición del derecho feudal del Decreto de Nueva Planta del rey Felipe V, sirvió para resolver diversos pleitos en el Tribunal Supremo y ha llegado en vigor hasta la actualidad sin apenas cambios.
Gracias a la promulgación de este decreto se pudo resolver la disputa entre Burriana y Nules, con un intento en 1445 con la sentencia de Pere de Cabanyelles confirmada por Alfonso V en la que las aguas se repartían entre las dos poblaciones de forma que Burriana las recibía durante 11 días y 11 noches y Nules durante 5 días con sus respectivas noches, con un acequiero nombrado por el rey y el mantenimiento a cargo de Nules. Pero esta distribución solo sirvió para incrementar las disputas entre ambas villas, siendo necesario llegar a la Concordia de 1662 para ponerle una solución que fue refrendada por Felipe IV el 18 de diciembre de ese año. Pese a ello, Nules siguió elevando constantes quejas sobre la actuación de Burriana al respecto, que no encontrarían remedio hasta que en 1880 se crea la séquia Nova con un cajero separado.
El único cambio en el reparto de aguas se produjo el 23 de marzo de 1789 cuando el rey Carlos III autoriza la separación de las acequias mayores de Castellón y Almazora que también estableció que Castellón tomaría 17,2 filas del agua y Almazora 9,8.
El concepto de fila es de amplio uso en el regadío del Reino de Valencia y alude tanto al caudal como a una proporción alícuota de tiempo, que por lo general corresponde a 2 horas que equivale a entre 1500 y 2000 litros por minuto, que da para regar 1800 hanegadas. Este reparto se estableció en función de un hipotético crecimiento de las tierras cultivadas en regadío que no se dio en Almazora ni en Castellón, por lo que disfrutan proporcionalmente de un caudal mayor que las otras dos poblaciones. Aunque en conjunto el suelo agrícola creció de las 930 Ha censadas a principios del siglo XV, a las 9000 Ha de comienzos del siglo XVII, para posteriormente estabilizarse en torno a las 10 000 Ha.
Siglo y medio más tarde, el 27 de febrero de 1489, los 4 municipios reclamaron ante el gobernador su derecho en exclusividad al aprovechamiento de las aguas del río según la costumbre, lo que redujo los enfrentamientos entre ellos y la defensa frente al uso de las aguas por parte de otras poblaciones ajenas.

## Reparto moderno

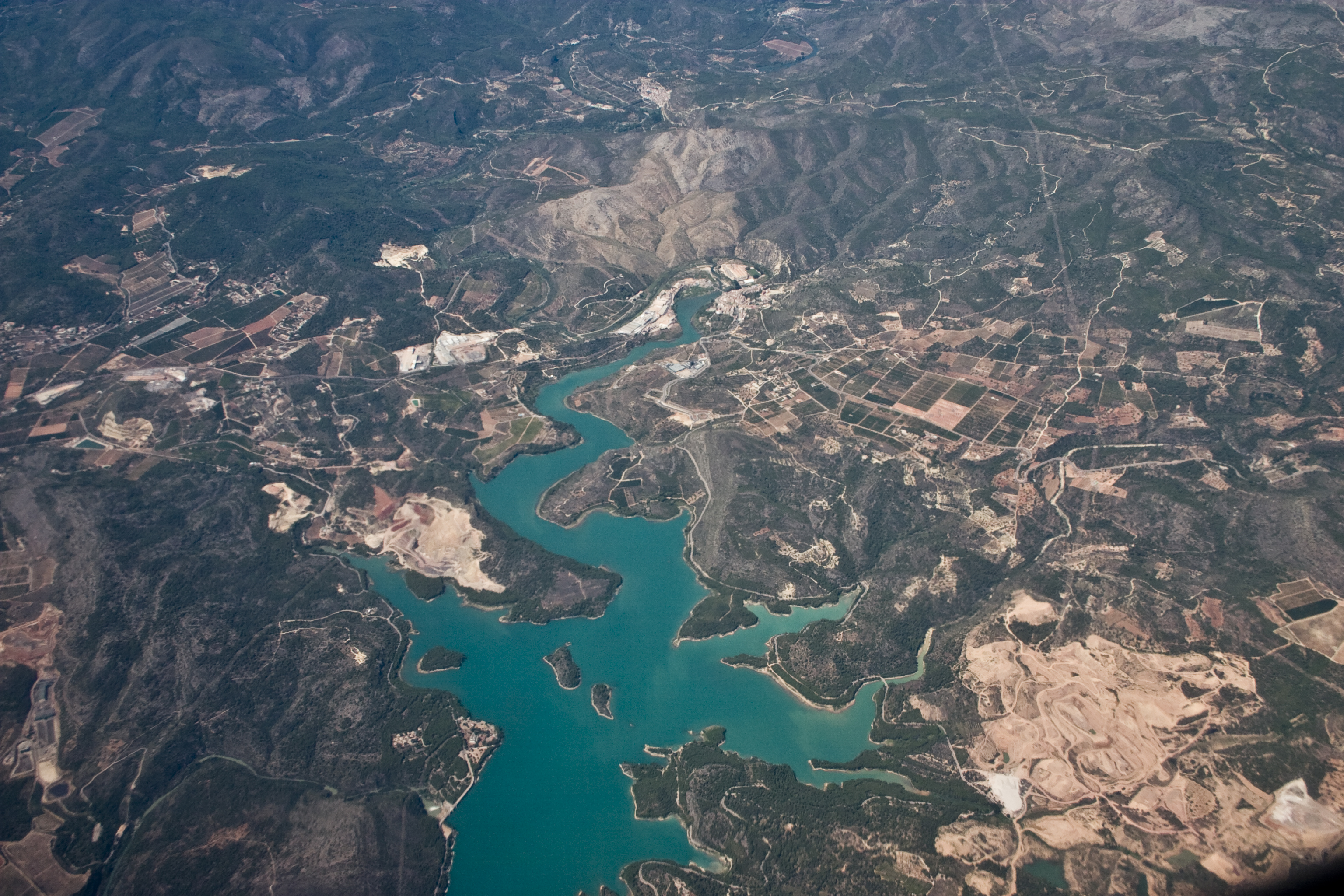
Vista aérea del embalse del Sichar

A lo largo del siglo XX se construyeron numerosas obras hidráulicas sobre el Mijares que modificaron su régimen natural y que sirvieron para regularizar su caudal, almacenar agua, laminar crecidas y generar energía, pero también se aprovecharon para aumentar la superficie de tierras irrigadas en la comarca.
Entre 1947 y 1959 se construyó el embalse del Sichar, y aguas arriba se construyó entre 1970 y 1976 el embalse de Arenoso. Estas nuevas infraestructuras cambiarían el panorama histórico sobre el reparto de aguas tradicional del Mijares obligando a los 5 municipios históricos a suscribir el Convenio de Bases para la Ordenación de Aguas del Río Mijares el 11 de marzo de 1970 en el que las 4 poblaciones con exclusividad renuncian a ese derecho y lo sustituyen por uno de preferencia, permitiendo la unión de nuevas comunidades de regantes que recibirían aguas del Mijares por primera vez.
En 1972 entró en servicio el «canal de la cota 100», que en su margen derecha sirve a 5910 Ha de Villarreal, Alquerías, Nules, Onda, Bechí y Villavieja; y en su cota derecha se une al canal del Pantano donde junta sus aguas con las procedentes de la rambla de la Viuda a través del embalse de María Cristina construido en 1925, para dar servicio a la zona de Secano de Almazora, Castellón y pequeñas bolsas de huertas en los términos de Borriol y Benicasim, sumando una superficie con derecho a riego de 2600 Ha. En 1991 se inauguró el canal de la cota 220 que toma sus aguas más arriba del Sichar y que da servicio en Onda.

## Infraestructura hidráulica

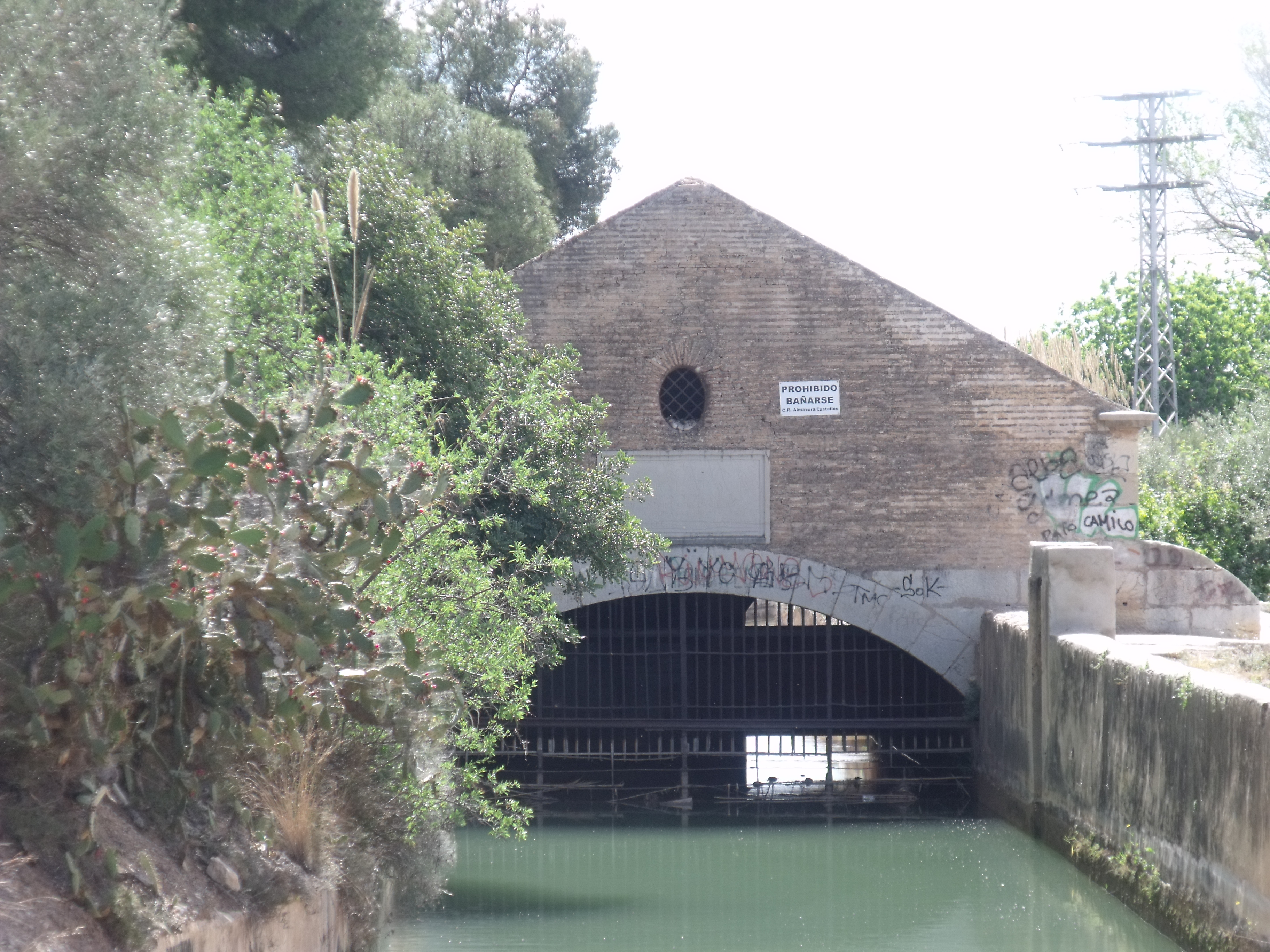
Casa de les Reixes

Para proceder al reparto de aguas han existido desde tiempos inmemoriales una serie de azudes encargados de tomar parte del caudal del Mijares para conducirlo a las acequias de sus respectivos sistemas. 
El primero que encuentran las aguas en su recorrido es el azud de Villarreal, en el paraje del Termet junto al ermitorio de la Virgen de Gracia. La primera construcción data de 1377 no ha llegado a la actualidad, habiendo sido sustituido varias veces hasta la creación del actual conocido como els Matxos. Kilómetro y medio aguas abajo se encuentra el azud compartido por Castellón y Almazora, cerca de la ermita de Santa Quiteria y su puente medieval. Su ubicación actual no es la original, ya que en 1519 se trasladó aguas arriba para protegerlo de las avenidas de la rambla de la Viuda en su desembocadura, para llevar el agua hasta la acequia se construyó una acequia minada de 1745 m de longitud bajo el cauce de la rambla hasta llegar al partidor de la casa de les Reixes en la antigua ubicación del azud. La actual obra sobre el lecho del río se construyó entre 1886 y 1895. El último azud es el de Burriana ubicado a 8 km de la desembocadura del río, conocido popularmente como les revalladores por la forma en la que capta el agua. A pocos metros se sitúa la casa de les Comportes, donde se divide el agua entra las dos acequias principales de Burriana, la Sobirana y la Jussana que llevan las aguas hasta Nules.
La última obra sobre el río que sirve a este propósito es el pantanet de Santa Quiteria que se construyó entre 1981 y 1984 antes de llegar al azud de Almazora. Con una capacidad de 0,27 Hm³ contribuyó a suprimir los riegos nocturnos en la comarca.

## Gestión

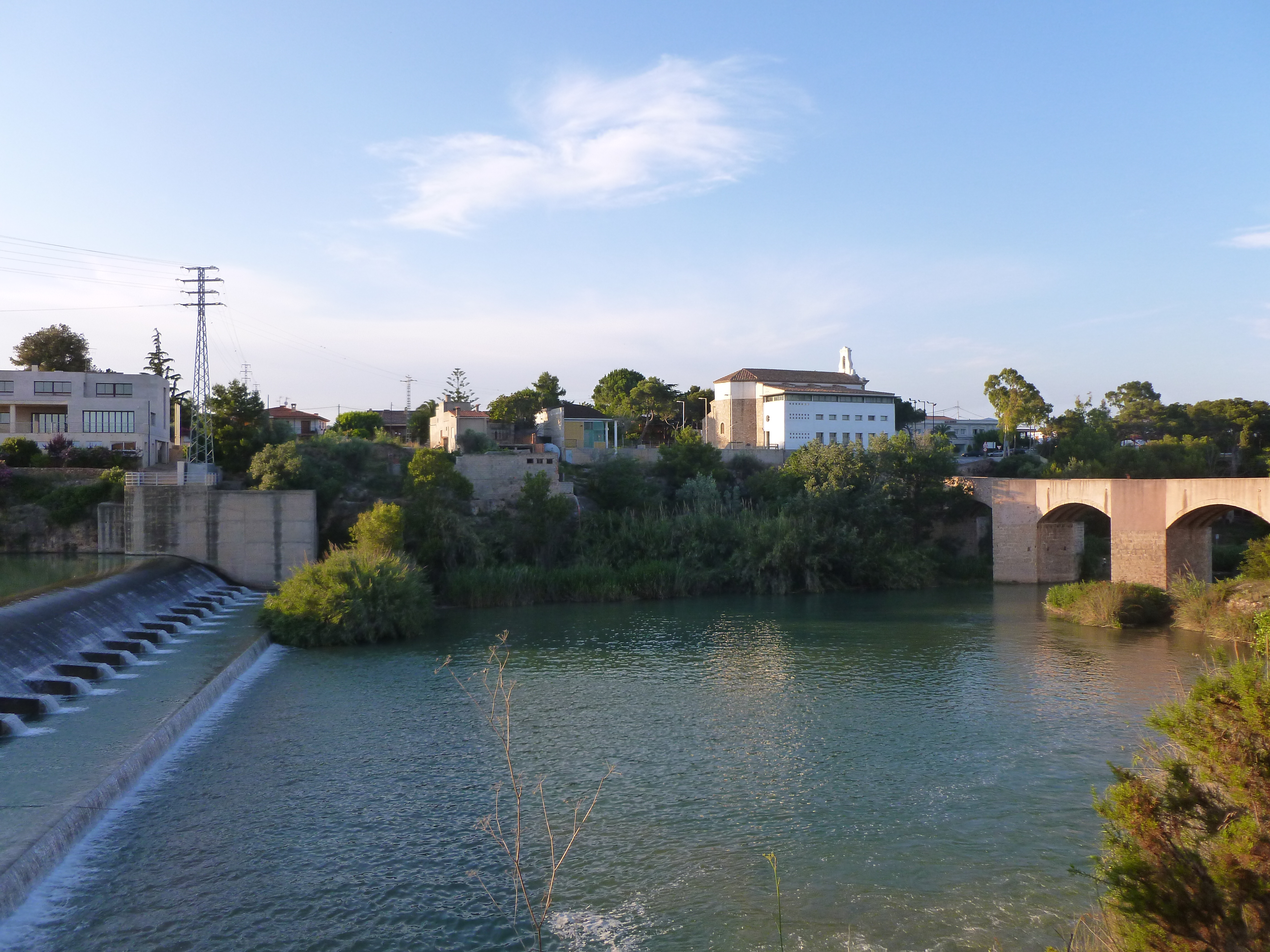
El pantanet y la sede del sindicato a la izquierda de la imagen con el puente y la ermita a la derecha

Desde la época foral y hasta bien entrado el siglo XIX la gestión de cada sistema de acequias correspondía a las autoridades locales. Con la exclusividad que se arrogaron los municipios en 1489, estos se unían ocasionalmente para dirimir disputas y defender sus intereses frente a intromisiones ajenas. En 1866 el gobierno promulga la Ley de Aguas que insta a la creación de comunidades de regantes. En 1876 bajo el impulso del alcalde de Castellón se constituye la Junta directiva de Aguas mancomunadas de la Plana con sede en el palacio municipal de la capital. Tras la suscripción del nuevo convenio de bases, el 6 de abril de 1973 se crea el Sindicato central de aguas del río Mijares que aglutina a las principales comunidades de regantes locales, y que además se encarga de regular los desembalses de los pantanos de Arenoso y Sichar. Esta entidad tiene su sede en Almazora junto al pantanet.
Esta comunidad general de regantes integra a las siguientes comunidades locales:
- Villarreal, incluye a Alquerías del Niño Perdido, fundada en 1869.
- Castellón, fundada en 1869, disuelta en 1872 y refundada en 1878.[15]
- Burriana, creada en 1906.
- Nules, creada en 1914.
- Almazora, con estatutos aprobados en 1929.
- Pantano de María Cristina, con sede en Castellón, abarca también Almazora, Borriol y Benicasim.[3]
- Cota 100 margen derecho, con sede en Villarreal, abarca también Alquerías, Nules, Onda, Bechí y Villavieja. Se creó en la década de 1970.
- Cota 220 del río Mijares Onda, también abarca a Bechí. Fue fundada en 1984.[16]

Fuera de esta institución, pero dentro del territorio delimitado por el convenio de bases, los riegos son gestionados por las siguientes comunidades:
- Mascarell, en el municipio de Nules, separada en 1956.
- Marjalería y riego de fortuna de Nules, con ordenanzas de 1972.
- Coto arrocero de Castellón, aprobó sus estatutos en 1979.